# 観賞植物
観賞植物（かんしょうしょくぶつ、英:ornamental plant）は、花あるいは葉や茎を観賞するために育てられる植物。

## 定義と区分
植物は利用上の分類では、イネやトウモロコシなどの食用植物（食用作物）、ワタなどの工芸用植物（工芸作物）、花あるいは葉や茎を観賞するために育てられる観賞植物などに分けられる。
観賞植物は、切り花、鉢物（草花鉢物、花木鉢物、観葉植物など）、花壇苗、花木（植木）、地被植物、芝、その他（盆栽や多肉植物など）に分類される。このような分類は利用法による分類で植物学の分類とは全く異なる。そのためキンギョソウのように切り花、花壇苗、鉢物のすべてに利用される種もある。ハナショウブのように改良によって観賞植物となった種もある。